# Prieuré Saint-Martin de Noyon-sur-Andelle
Le prieuré Saint-Martin est un ancien prieuré de bénédictins, qui se dressait sur le territoire de Noyon-sur-Andelle, actuelle commune de Charleval.

## Histoire
Ce prieuré est fondé en 1107 par Guillaume, comte d’Évreux, et son épouse Helvise. Il est sous le patronage de l'abbaye de Saint-Évroult. Douze moines et un abbé en provenance de l'abbaye de Saint-Évroult sont arrivés le 13 octobre 1107, et ils ont commencé à vivre sous la règle de saint Benoît. En 1108, Guillaume et Helvise entreprennent d'élever une église sous le vocable de la Vierge. Peu de temps après, à la suite de l'exil de Guillaume († 1118.) et Helvise († 1114, elle a été enterrée à Noyon.) en Anjou, les travaux ont cessé. 
C'est en août 118, que le roi de France Louis VI le Gros, en guerre contre Henri Ier, n'ayant pû s'emparer du château de Noyon, incendie le prieuré.
Au milieu du XIIIe siècle, l'église priorale Notre-Dame, est encore inachevée. Les bâtiments n'ont jamais été achevés. Le prieuré est détruit en 1572, pour laisser la place à la construction du château de Charles IX. Les moines qui restaient ont été envoyés à Saint-Évroult.

## Prieurs
- Yves
- Robert de Prunelei, devenu par la suite abbé de Thorney.
- Haimeric
- Roger (1113-1137)
- Ranoulfe ou Renouf, moine de Saint-Évroult, il devint abbé de Saint-Évroult (1140-vers 1159).
- Ascius ou Alicius (-1206)
- Vincent (1206-)
- Sourdon (1262)
- Robert de l’Épine 1265
- Jourdan de la Chapelle 1267
- Michel de Saint-Martin -1408, il devint abbé de Saint-Évroult.
- Jean Paviot (1488)
- Guy de Hellenvilliers 1523, aussi abbé de Notre-Dame d'Ivry.
- Simon du Chaussoy, religieux-profès de Saint-Évroult, dernier prieur régulier.
- Jean-Louis Poullonais, prieur commendataire.